# Félix Kir
Félix Kir (ur. 22 stycznia 1876 w Alise-Sainte-Reine w Burgundii, zm. 25 kwietnia 1968 w Dijon) – kanonik, Mer Dijon w latach 1945–1968. Brał czynny udział w ruchu oporu w czasie II wojny światowej, Kawaler Legii Honorowej. 
Przeszedł do historii dzięki udanemu przywróceniu tradycji picia aperitifu z crème de cassis. Od tego czasu napitek ten nosi jego nazwisko. Typowy kir to 1/5 crème de cassis i 4/5 białego wytrawnego wina. Z okazji spotkania Féliksa Kira i Nikity Chruszczowa powstał napój z crème de cassis, białego wytrawnego wina i wódki nazwany Le Double K.

## Upamiętnienie
Imieniem kanonika Kira nazwano w 1965 sztuczne jezioro w Dijon utworzone w latach 1960-1964: Lac Kir.  